# Donato Guerra
För andra betydelser, se Donato Guerra (olika betydelser).
Donato Guerra, född 22 oktober 1832 i Teocuitatlán de Corona i Jalisco, död 19 september 1876 (mördad) i Ávalos i Chihuahua var en mexikansk militär och politiker. Han stred för de liberala styrkorna under Reformkriget 1857–1861 och i Andra fransk-mexikanska kriget 1861–1867. Han tillfångatogs och avrättades 1876 på order av den dåvarande presidenten Sebastián Lerdo de Tejada som precis var på väg att avsättas i en militärkupp (Plan de Tuxtepec), då Guerra allierade sig med motståndsstyrkorna.
Flera städer och orter har postumt namngivits i hans ära: Kommunen Donato Guerra och dess administrativa huvudort Villa Donato Guerra i delstaten Mexiko, Donato Guerra, Durango och Donato Guerra, Veracruz.